# Johnson C. Smith Golden Bulls
Johnson C. Smith Golden Bulls, (español: los Toros Dorados de Johnson C. Smith) es el nombre de los equipos deportivos de la Universidad Johnson C. Smith, situada en Charlotte, Carolina del Norte. Los equipos de los Golden Bulls participan en las competiciones universitarias organizadas por la NCAA, y forman parte desde 1926 de la Central Intercollegiate Athletic Association.

## Programa deportivo
Los Golden Bulls compiten en 6 deportes masculinos y en otros 7 femeninos:
| - Masculino - Baloncesto - Atletismo - Tenis - Golf - Fútbol americano - Cross | - Femenino - Baloncesto - Voleibol - Atletismo - Cross - Softball - Tenis - Bowling |

## Instalaciones deportivas
- Brayboy Gymnasium es el pabellón donde disputan sus competiciones los equipos de baloncesto y voleibol.[1]

- Irwin Belk Complex es el estadio donde disputan sus encuentros el equipo de fútbol americano y las competiciones de atletismo al aire libre. Tiene una capacidad para 4.500 espectadores aproximadamente, y fue inaugurado en 2003.[2]